# Despertando a la vida
Despertando a la vida (Waking Life, en su título original en inglés) es una película estadounidense de animación de 2001 dirigida por Richard Linklater. Fue filmada mediante la técnica de rotoscopia y completamente en vídeo digital, para luego ser editada por un grupo de artistas mediante el uso de ordenadores. El proceso permitió dibujar líneas estilizadas y colores a cada fotograma y es similar al estilo de rotoscopia usado por Ralph Bakshi en la década de 1970.
El título Despertando a la vida hace referencia a la máxima de Jorge Santayana: «La cordura es una locura que se usa para bien; la vida despierta es un sueño controlado».

## Sinopsis
Un joven se encuentra en permanente estado de sueño lúcido. La cinta sigue al protagonista mientras inicialmente observa y luego participa en discusiones filosóficas que entrelazan temas como realidad y apariencia, libre albedrío, nuestras relaciones con otros, y el significado de la vida. Durante su curso, el film toca otros temas, que incluyen: existencialismo, situaciones políticas, posthumanidad y la teoría cinematográfica de André Bazin.

## Temas
La peculiaridad de la cinta, dados los temas y el contenido, se trasluce por estar enfocada al diálogo (a menudo incluso al monólogo) más que en la acción de la trama en sí misma. En este sentido, recuerda a la película de 1981 Mi cena con André y la de 1990 Senderos de la mente. Largas escenas de Despertando a la vida consisten apenas en primeros planos de los personajes, mientras examinan explicaciones a cuestiones filosóficas. Los personajes son reminiscencias de la comedia de Linklater Slacker.

## Técnica
La rotoscopia no es una técnica nueva, los hermanos Fleicher la usaron durante los años 1920 y 1939.  
Los animadores superponen secuencias reales (grabadas aquí por Linklater), con animaciones que bruscamente se aproximan a las imágenes filmadas. Profesionales muy diferentes trabajaron en el proceso, por lo que el sentir de la película cambia continuamente. 
Los animadores utilizaron ordenadores baratos Apple Macintosh (en oposición a los costosos superordenadores usados por Pixar y Dreamworks)[cita requerida]. La película fue producida mayormente usando «Rotoshop».

## Premios
Postulada para numerosos premios, principalmente por sus logros técnicos, ganó el premio de la Asociación Nacional de Críticos de Cine de EE. UU. en la categoría de Mejor Película Experimental, el Círculo de Críticos de Cinema de Nueva en la categoría de Mejor Película Animada y el Festival de Cine de Venecia por Mejor Película. Fue, además, nominada al León de Oro, premio principal del Festival.

## Banda sonora
La banda sonora estuvo a cargo de Glover Gill y la Orquesta de Tango Tosca, excepto por una pieza escrita por Frédéric Chopin, y fue relativamente exitosa. 